# 1698 în literatură
- 1697 în literatură — 1698 în literatură — 1699 în literatură

Anul 1698 în literatură a implicat o serie de evenimente și cărți noi semnificative.

## Cărți noi
- Madame d'Aulnoy - Illustre fées, Contes galants et Contes nouveaux
- Charles Boyle - Dr Bentley's Dissertations on the Epistles of Phalaris, and the Fables of Aesop
- John Bunyan - The Heavenly Foot-Man; or, A Description of the Man that Gets to Heaven
- Jeremy Collier - A Short View of the Immorality, and Profaneness of the English Stage (continuată în 1699, 1700, 1703 și 1708)
- William Congreve - Amendments of Mr Collier's False and Imperfect Citations
- Robert Gould - A Satyr Against Wooing
- Charles Hopkins - White-hall; or, The Court of England
- John Hughes - The Triumph of Peace
- Walter Pope - Moral and Political Fables, Ancient and Modern